# MmHg
mmHg (ili ti milimetar živinog stuba) je ne-SI jedinica za merenje pritiska. Jedan mmHg je pritisak koji ostvaruje stub žive visok tačno jedan milimetar, a iznosi 101.325 Pa / 760 mmHg ≈ 133,3223684 Paskala. Pređašnji račun sledi iz činjenice da je jedinica pritiska atmosfere već ranije bila definisana kao tačno 760 mmHg kada je 1954, na desetoj generalnoj konferenciji za tegove i mere, definisana kao 101.325 Pa.